# برلینگتون (ماساچوست)
برلینگتون (به انگلیسی: Burlington) شهرکی در شهرستان میدلسکس ایالت ماساچوست می‌باشد که در سال ۱۷۹۹ بنیان‌گذاری شده‌است. این شهرک در سرشماری سال ۲۰۱۰ میلادی، ۲۴٬۴۹۸ نفر جمعیت داشته‌است.